# Ancylolomia disparalis
Ancylolomia disparalis is een vlinder uit de familie grasmotten (Crambidae). De wetenschappelijke naam is voor het eerst geldig gepubliceerd in 1825 door Hübner.
De soort komt voor in Europa.